# Piramidegetal

Een regelmatig viervlak met zijde vijf bevat 35 bolletjes. Het vijfde tetraëdergetal is dus 35.

Een piramidegetal is het aantal bollen waarmee door stapeling een piramide kan worden gevormd. Het is dus een figuratief getal.

## Driehoekige piramidegetallen
Een driehoekig piramidegetal of tetraëdergetal is het aantal bollen waar een regelmatig viervlak mee kan worden gestapeld, waarbij dus gelijkzijdige driehoeken op elkaar liggen met naar boven per laag zijden van een bol minder. Het {\displaystyle n}-de driehoekige piramidegetal {\displaystyle T_{n}} is de som van de eerste {\displaystyle n} driehoeksgetallen
{\displaystyle T_{n}={\tfrac {1}{6}}n(n+1)(n+2)}
De eerste driehoekige piramidegetallen zijn 
0, 1, 4, 10, 20, 35, 56, 84, 120, 165, 220, 286, 364, 455, 560, 680, 816, 969, ...

## Vierhoekige piramidegetallen
Het {\displaystyle n}-de vierhoekige piramidegetal {\displaystyle V_{n}} is de som van de eerste {\displaystyle n} kwadraten
{\displaystyle V_{n}=\sum _{k=1}^{n}k^{2}={\tfrac {1}{6}}n(n+1)(2n+1)={\tfrac {1}{6}}(2n^{3}+3n^{2}+n)}
De eerste vierhoekige piramidegetallen
0, 1, 5, 14, 30, 55, 91, 140, 204, 285, 385, 506, 650, 819, ...

## Volgende piramidegetallen
Het viervlak, in dit geval de driehoekige piramide, en de vierhoekige piramide zijn op verschillende manieren spiegelsymmetrisch ten opzichte van verschillende verticale vlakken door de top van de piramiden. Dat is ook bij piramiden het geval, waarin dezelfde regelmatige veelhoeken worden gestapeld, maar met meer dan vier zijden, waarin iedere veelhoek, dus iedere laag een overeenkomend gecentreerd veelhoeksgetal heeft. In piramiden opgebouwd uit veelhoeken met meer dan vier zijden, waarin iedere veelhoek een gewoon overeenkomend veelhoeksgetal heeft, is die meervoudige spiegelsymmetrie er niet.
Het {\displaystyle n}-de {\displaystyle k}-hoekige piramidegetal is:
{\displaystyle {\frac {n(n+1)[(k-2)n-k+5]}{6}}}